# 秋田県住宅供給公社
秋田県住宅供給公社（あきたけんじゅうたくきょうきゅうこうしゃ）は、かつて秋田県に存在した地方住宅供給公社である。

## 概要
財団法人秋田県住宅協会として1954年4月13日に発足。1965年に地方住宅供給公社法に基づき、秋田県住宅供給公社に組織変更した。
居住環境が良好な宅地等を県民に提供することを目的に発足するが、民間事業者による宅地の開発や住宅ローン制度が充実したことにより公社の存在意義が希薄化。さらに地価の下落や開発を手がけた秋田市の南ケ丘ニュータウンなどの販売不振も加わった。これによって1997年以降単年度赤字が続き、2008年度決算では、宅地約28億円、預金約2億円の資産に対し、負債は国・県からの借入金が計約35億円に上り約5億円の債務超過に陥った。
このため、県は公社の経営状態について将来的に好転が見込めないと判断。貸し付けていた約30億円のうち、約27億円を宅地などで代物弁済させ、約3億円を債権放棄、公社は2010年3月31日をもって解散した。
県は代物弁済で公社から分譲宅地を譲渡されたが、住宅供給が過剰気味であったことやリーマンショック、東日本大震災も重なり、不動産市況が冷え込んでいたため、2011年春の段階では販売が苦戦していると報じられていた。だがその後、けまない団地以外の各団地は、販売が進展した。

## 沿革
- 1954年4月13日 - 「財団法人秋田県住宅協会」として発足。
- 1965年11月20日 - 地方住宅供給公社法に基づき、「秋田県住宅供給公社」に組織変更。
- 2010年3月31日 - 解散。

## 主な宅地
- 南ケ丘ニュータウン（秋田市上北手百崎・猿田地区→現在の秋田市南ケ丘）
- けまない団地（鹿角市十和田毛馬内字寺の上、湯坂地内）
- 船越内子団地（男鹿市船越字内子、前野地内）
- 元木山四季の街（潟上市昭和大久保字元木田地内）